# 以米人
以米人（英語：Emite）是摩押人对利乏音人中一支的称呼。申命记第二章提到以米人是一个强大的部落，被摩押人打败并夺走了土地。在创世纪中也有提到以米人。根据中世纪的辣什，这个名字有“可怕”的意思，而其单数形式Ema/Emma（希伯來語：אימה）意思是“恐怖的”。

## 圣经中的记载
十四年，基大老玛和同盟的王都来在亚特律加宁，杀败了利乏音人，在哈麦杀败了苏西人，在沙微基列亭杀败了以米人，（创世记 14:5）
先前，有以米人住在那里，民数众多，身体高大，像亚衲人一样。这以米人像亚衲人，也算为利乏音人，摩押人称他们为以米人。（申命记 2:10-11）